# Котляреве (станція)
Котляре́ве — проміжна залізнична станція Херсонської дирекції Одеської залізниці на неелектрифікованій лінії Кульбакине — Херсон між станціями Кульбакине (10 км) та Копані (12 км). Розташована в селі Шевченкове Миколаївського району Миколаївської області

## Історія
Станція відкрита у 1932 році.

## Пасажирське сполучення
До російського вторгнення в Україну на станції Котлярове зупинялися приміські поїзди сполученням Миколаїв — Херсон — Вадим та поїзди далекого слідування.